# Las Chicas Del Can
Las Chicas Del Can, ook wel Las Chican genoemd, is een (voormalige) vrouwelijke merengue-band uit Santo Domingo, de hoofdstad van de Dominicaanse Republiek. De band treedt op in wisselende bezettingen en was vooral in de jaren 80 succesvol. Onder productionele leiding van Wilfrido Vargas leverde de band klassiekers af als El Negro No Puede, Baila Como Juana La Cubana, Sukaina, Culeca, Ta'Pillao, Fuego, Te Lo Doy, Amigo Travieso. Platen werden steevast bekroond met goud en platina. 
 In 2017 werd Las Chicas del Can door de Amerikaanse televisiezender E! op nr. 14 gezet in een top 25 van de invloedrijkste vrouwelijke bands.

## Geschiedenis

### De originele bezetting
Las Chicas del Can werd in 1981 opgericht door pianiste Belkis Concepcion; zij vertrok een jaar later voor een solocarrière en werd vervangen door Miriam Cruz (14), later ook wel de ongekroonde koningin van de merengue genoemd. De overige zangeressen waren Eunice Betances en Theresa Dominguez.
Theresa Dominguez werd vervangen door o.a. Luchy Betances (zus van Eunice) en Veronica Medina die op haar beurt ook weer solo ging. In 1986 gaf Las Chicas del Can een concert in Nederland waarvan de VPRO opnamen uitzond.
Vanaf 1992 ging het orkest verder als Miriam Y Las Chicas; onder deze naam verscheen het succesvolle album Nueva Vida met de hits Te Propongo (geschreven door Juan Luis Guerra), La Loba en Con Agua de Sal.
Datzelfde jaar, en in 1995, volgden er succesvolle Europese tournees.

### Latere bezettingen en naamsrechten
Ondertussen liet een manager de naam Las Chicas del Can vastleggen voor een aantal nieuwe meisjes (waaronder zangeressen Michell Flores, Adalgisa Baez en Florangel del Villar) in de hoop dat ook zij furore zouden maken onder deze naam. Om onduidelijke redenen werden zij aangekondigd als Las Mounuentales Chicas del Can. In 1993 verscheen het eerste album van deze nieuwe bezetting die in eerste instantie inderdaad aan de verwachtingen voldeed; Voy Pa'Lla, Hacer El Amor Con Otro, Celoso, Explosivo en Sin Compromiso werden allemaal hits. Lang duurde dat echter niet, want na de albums Botando Chispas (1994) en Derramando Suenos (1996) ging viel de tweede formatie in 1998 uit elkaar. Michell Flores ging solo en zat geruime tijd bij een Nederlands managementbureau.
Daarna ging men herhaaldelijk (o.a. in 1999, 2007 en 2011) op zoek naar nieuwe meisjes, maar geen van allen wisten ze de grote successen van de eerdere formaties te evenaren. De rechten op de groepsnaam kwamen via doorverkoop in handen van de broer van Wilfrido Vargas. Zijn nichtje Alina zong geruime tijd bij Las Chicas del Can, maar koos in 2011 voor een solocarrière. In wezen bestaat de huidige bezetting uit vijf zangeressen met een begeleidingsband.
Daarnaast is er ook een Venezolaanse Las Chicas del Can die vier keer van bezetting is gewisseld. Deze mag de groepsnaam niet gebruiken bij optredens in de Dominicaanse Republiek; voor de officiële Chicas del Can geldt het omgekeerde.

### Waar zijn ze nu?
- De originele bezetting blijkt na al die jaren toch de sterkste te zijn en is uiteindelijk de enige die het langst overleefd heeft. Miriam Cruz treedt nu solo op en is tevens een succesvol actrice/toneelspeelster met rollen in onder meer de musical Evita. Eunice Betances en Veronica Medina overleden in 2014 en 2016.

- Belkis Concepcion heeft door ziekte jarenlang niet kunnen optreden. Ze begon uiteindelijk de band Las Nuevas Chicas Del Can (later Las Estrellas de Merengue) waarmee ze zowel de oude hits als nieuw materiaal speelt.

- Oud-bandlid Carmen Santos kreeg een zoon die zelf ook de muziek inging; reggaeton-zanger Arcangel.

- International Standard Name Identifier: 0000 0001 2178 0059
- Library of Congress Control Number: no98023097
- MusicBrainz: 72388cfe-c0f5-4290-bcc5-be4c0c7de38a
- Virtual International Authority File: 145607628